# MSC Armonia
MSC Armonia — круизное судно класса Lirica. Принадлежит и управляется MSC Cruises. Судно рассчитано на 2520 пассажиров (976 кают) и 780 членов экипажа.
Изначально построено для ныне несуществующей компании Festival Cruises под названием MS European Vision. Вошло во флот MSC Cruises в 2004 году.

## Реконструкция
С 31 августа по 17 ноября 2014 года судно находилось на реконструкции в доках Fincantieri (была увеличена длина с 251,25 м до 274,9 м, а так же пассажировместимость) в рамках программы «Renaissance Programme»
.

## Инциденты
10 апреля 2018 г. MSC Armonia врезалось в док в порту Роатана, Гондурас. Повреждение корабля было незначительным, и после того, как судно было отремонтировано, судну разрешили продолжить свой путь. О травмах пассажиров и членов экипажа на борту не сообщалось.